# Caisse de retraite des marins
La caisse de retraite des marins propose à ses ressortissants diverses pensions de retraite dénommées :
- Pension d'ancienneté,
- Pension proportionnelle,
- Pension spéciale,
- Pension de retraite anticipée.

Les conditions d’attribution varient selon plusieurs critères (âge, durée de cotisation, activité professionnelle).
Exemple : Article R2 
Le droit à pension d'ancienneté est acquis lorsque se trouve remplie la double condition de cinquante ans d'âge et de vingt-cinq années de services accomplis dans les conditions indiquées aux articles L.10 à L.13 et R.6 à R.10.
L'âge d'entrée en jouissance de la pension, prévu au deuxième alinéa de l'article L. 4, est fixé à cinquante-cinq ans.